# 长稈擂鼓簕
长稈擂鼓簕（学名：Mapania dolichopoda）为莎草科擂鼓艻属下的一个种。

## 扩展阅读
維基物種上的相關：长稈擂鼓艻